# Mikie
Mikie è un videogioco arcade pubblicato nel 1984 da Konami e convertito successivamente per numerosi home computer e per la console Sega SG-1000. Si tratta di un arcade a tema umoristico: il giocatore controlla Mikie, uno studente liceale che intende raggiungere la sua ragazza all'esterno dell'edificio scolastico, evitando il personale dell'istituto.
Nelle sale giochi ne uscirono anche una versione alternativa con sottotitolo High School Graffiti, che presenta alcune differenze che lo rendono molto più difficile, e una versione giapponese intitolata Shinnyūshain Tōru-kun (新入社員とおるくん, traducibile "Matricola Tooru-kun") che cambia il tema grafico, trasformando lo studente del liceo nel nuovo dipendente di un'azienda.

## Modalità di gioco
Il giocatore controlla Mikie facendolo spostare liberamente tra i diversi vani della scuola, ciascuno con una diversa schermata fissa. La visuale è laterale con angolo di prospettiva rialzato e Mikie può muoversi nelle quattro direzioni; nelle schermate dei corridoi che collegano le varie stanze, i piani dell'edificio diventano piattaforme.
Per completare ogni scenario, Mikie dovrà raccogliere tutti i cuoricini necessari a comporre una scritta, prima di poter accedere ai corridoi: passerà quindi in una stanza successiva, indicata da un segnale (le porte sbagliate possono nascondere congegni che stordiscono, dando perlopiù cazzotti, oppure premiare con un bonus).
Oltre ai corridoi, il gioco presenta questi cinque scenari:
1. L'aula di Mikie durante la lezione: qui il protagonista deve far cadere i compagni e le compagne dalle loro sedie raccogliendo i cuoricini che si trovano sotto queste ultime, mentre il professore cerca di fermarlo, a volte anche lanciandogli la propria dentiera.
2. Lo spogliatoio: qui i nemici sono il professore, un bidello e un cuoco, che possono essere temporaneamente fermati se Mikie lancerà loro i palloni da basket riposti in tre contenitori. Per il completamento dello scenario occorre colpire tre volte gli armadietti: in essi si trovano infatti i cuoricini.
3. La mensa: qui i nemici sono il professore e tre cuochi, che possono essere temporaneamente fermati se Mikie lancerà loro i polli arrosto serviti sui tavoli. I cuoricini si trovano in parte sul pavimento e in parte sui tavoli, che Mikie dovrà colpire con la stessa tecnica usata per gli armadietti. Uno dei cuochi non insegue mai Mikie, ma di tanto in tanto lancia un pollo arrosto contro di lui: se Mikie viene colpito, il giocatore perde una vita.
4. La palestra: qui bisogna evitare il professore, ma anche l'insegnante di educazione fisica - una donna in sovrappeso ma al tempo stesso agilissima negli spostamenti - e le ballerine. Se Mikie viene toccato da queste ultime, resterà stordito per alcuni secondi; se invece viene a contatto con gli altri nemici il giocatore perderà una vita. I cuoricini stavolta sono tutti sparsi sul pavimento.
5. Il cortile: qui Mikie deve raccogliere i cuoricini sparsi qua e là sul terreno evitando tre grossi giocatori di football americano, dopodiché potrà raggiungere finalmente la sua ragazza.

Ogni volta che l'azione si sposta in uno dei corridoi, i nemici sono il professore e un bidello, più un misterioso personaggio fuori scena (se ne vedono solo i piedi) che con un calcio tira un cestino colmo di rifiuti contro Mikie per togliergli una vita. Il protagonista può stordire bidello e professore sbattendo loro le porte in faccia. 
Una volta completato, il gioco ricomincia ma con un diverso ordine dei primi tre vani; inoltre aumenta il numero di cuoricini da raccogliere, e nella palestra le ballerine possono ostacolare più spesso Mikie. Dopo aver terminato il gioco per quattro volte, l'ordine delle stanze ritorna a essere lo stesso del primo livello.
Nella prima versione arcade di Mikie si usano testate sia per aprire gli armadietti sia per stordire temporaneamente la maggior parte dei nemici. Nella versione High School Graffiti e generalmente anche nelle conversioni per altre piattaforme Mikie invece attacca i nemici tramite urla (sempre a corto raggio), fermandoli in tal modo per pochi secondi. Nella seconda versione arcade Mikie non può stordire il professore urlando, ma solo lanciargli i palloni nello spogliatoio o i polli arrosto nella mensa. In tutte le versioni gli unici nemici che rimangono immuni agli attacchi di Mikie sono le ballerine della palestra e il personaggio misterioso, mentre l'insegnante di educazione fisica può essere colpita solo nella prima versione arcade. 
Il giocatore inizialmente ha tre vite, aumentabili al raggiungimento di determinati punteggi. Le vite di scorta sono simboleggiate dalle bandiere statunitensi che si vedono nella parte superiore dello schermo, sulla sinistra.

## Colonna sonora
Le musiche includono adattamenti di due canzoni dei Beatles: A Hard Day's Night (tema dell'aula) e Twist and Shout (tema della palestra).